# Prospero Alpini
Pour les articles homonymes, voir Alpinus.
Prospero Alpini, (en latin) Prosper Alpinus, (en français) Prosper Alpin, ou (par erreur) Prospero Alpino, né le 23 novembre 1553 à Marostica, dans la république de Venise, mort le 6 février 1617 à Padoue, est un médecin et botaniste italien.

## Biographie
Alpini est le fils du médecin Francesco Alpino (de).
Après avoir servi dans l'armée milanaise, il commence des études de médecine à Padoue en 1574 et obtient son titre de docteur en 1578. Il exerce à Camposampiero, une petite ville de la province de Padoue, mais son goût pour la botanique, notamment pour les plantes exotiques, le conduit à partir en Égypte en 1580 à titre de médecin personnel du consul vénitien au Caire, Giorgio Emo.
Il passe trois années en Égypte et est témoin de l'épidémie de peste de 1580, qui fait un demi-million de morts. De l'observation de la culture des palmiers-dattiers, il déduit que les végétaux comprennent deux sexes. Il dit que « les palmiers-dattiers femelles ne portent pas de fruits si leurs branches ne sont pas au contact de celles des mâles ; ou, d'une façon plus générale, si les fleurs femelles ne sont pas saupoudrées de pollen des fleurs mâles ou mises en contact avec elles ».
De retour en Italie, il est, à Gênes, le médecin de Giovanni Andrea Doria. En 1593, il devient professeur de la chaire d'étude des simples à Padoue et le reste jusqu'à sa mort, vingt-quatre ans après. Signe de l'appréciation qu'on a pour lui, ses émoluments sont augmentés à plusieurs reprises. Giacomo Antonio Cortuso étant mort, il lui succède en 1603 à la direction du jardin botanique de la ville ; il succédait aussi de cette façon à Melchior Wieland (de), dont il avait été l'élève préféré. Il meurt à Padoue ; sa tombe est dans la basilique Saint-Antoine.
Son fils, Alpino Alpini (mort en 1637), lui succède à la chaire de botanique de Padoue.
L'ouvrage le plus connu d'Alpini est De Plantis Ægypti (Venise, 1592). Dans De Medicina Egyptiorum (Venise, 1591), il est le premier Européen à décrire le caféier. Il décrit le baobab longtemps avant Michel Adanson.

## Œuvres

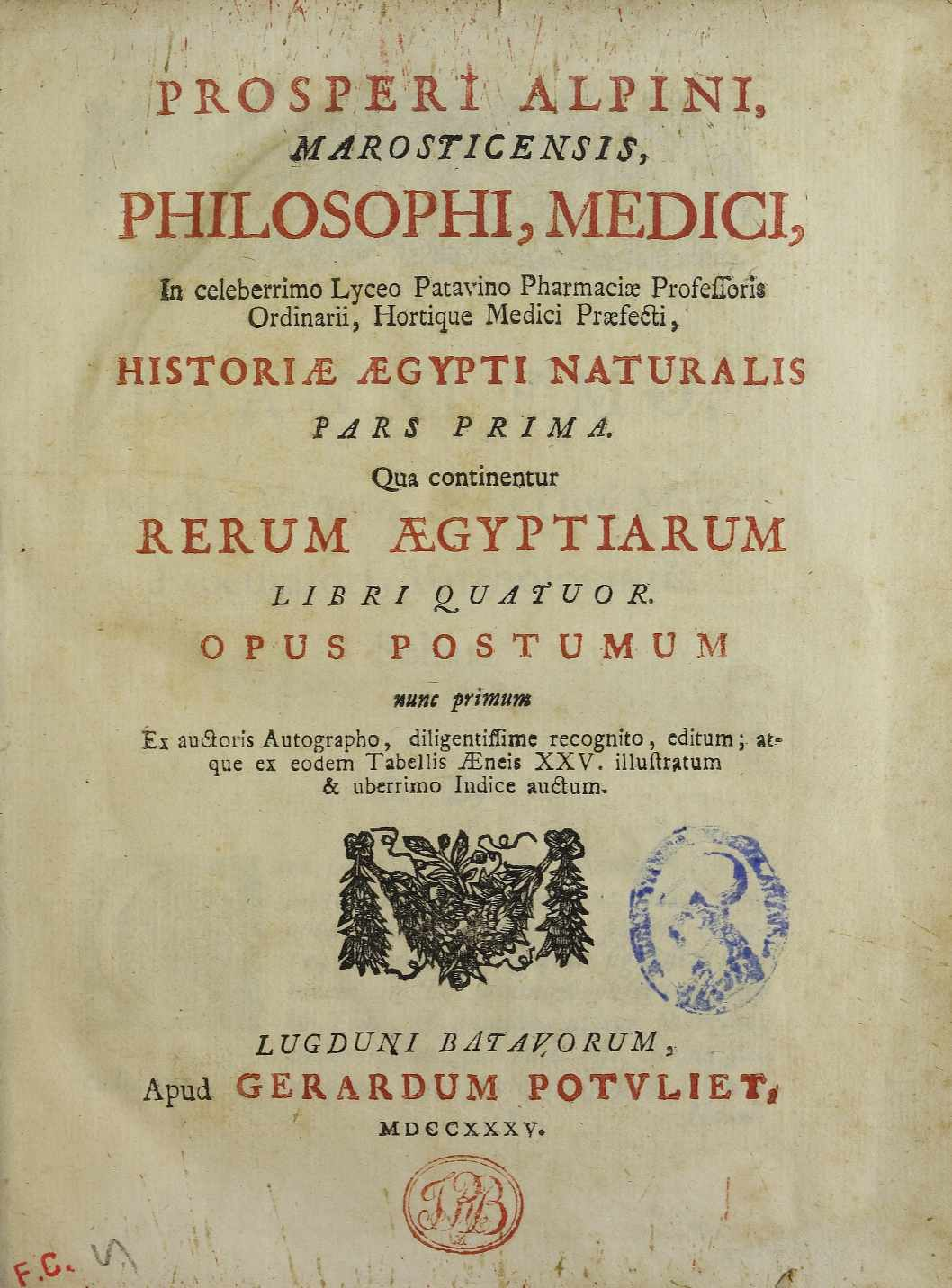
Historia Aegypti naturalis, 1735

- De balsamo dialogus, 1591
- De medecina Ægyptiorum libri IV, Venise, 1591
  - Réédition à Paris par Nicolas Redelichuysen en 1645 avec le traité de Jacob Bontius sur la médecine des Indes
  - La Médecine des Égyptiens, par Prosper Alpin, 1581-1584, Institut français d'Archéologie orientale du Caire, 1980, traduit du latin par R. de Fenoyl. (Certaines citations ou discussions sans rapport avec les Égyptiens ont été omises ou résumées ; voir p. IX.)
- De plantis Aegypti, Venise, F. de Franceschi di Siena, 1592.
  - Plantes d’Égypte, par Prosper Alpin, 1581-1584. IFAO, 2007, 2e éd., traduit du latin par P. de Fenoyl (édition de 1640)  (ISBN 978-2-7247-0456-3)Parmi les nouvelles espèces[8] : Abrus, Abelmoschus, Lablab, et Melochia, plantes tropicales cultivées alors en Égypte grâce à l'irrigation. Aussi, la Sesbania sesban et le baobab. Les nouveaux noms botaniques furent adoptés par Charles de L'Écluse, Jean Bauhin, Gaspard Bauhin et Johann Vesling (qui visita l'Égypte dans les années 1620)[9].
- De rhapontico, 1612[10] — La rhubarbe.
- De plantis exoticis, Venise, Giovanni Guerigli, 1629 — Il décrit dans ce livre 145 plantes, dont une grande partie d'origine crétoise.
- De praesagienda vita & morte aegrotantium libri septem. In quibus ars tota Hippocratica praedicendi in aegrotis varios morborum eventus, cum ex veterum medicorum dogmatis, tum ex longa accurataque observatione, nova methodo elucescit. Cum praefatione Hermanni Boerhaave. Editio altera Leidensis, cujus Textum recensuit, passim emendavit, supplevit, citata Hippocratis loca accuravit, Hieron. Dav. Gaubius… Cum capitum & rerum duplici indice. Leyde, ex officina Isaaci Severini, 1733[11].
- Historiæ Ægypti naturalis, Leyde, Gerard Potuliet, 1735
  - Pars prima. Qua continentur Rerum Ægyptiarum
  - Pars secunda, sive, de Plantis Ægypti. Cum observationibus

### Listes bibliographiques
- Études sur la vie et l’œuvre d'Alpini, Centro Studi Prospero Alpini
- Nancy Siraisi, Prospero Alpino, bibliographie choisie, site de la Bibliothèque numérique Medic@

## Compléments

### Honneurs
- Le genre Alpinia, de la famille Zingiberaceae, lui a été dédié par William Roxburgh[12].
- À quelques pas de sa maison à Marostica, dans l'église Santa Maria Assunta (via Prospero Alpino), on trouve un bas-relief en marbre de l'école de Sansovino témoignant de la dévotion des Alpini à la Vierge Mère[13].
- Via Prospero Alpini, à Rome[14].